# Антоний (Демянский)
Епископ Антоний (в миру Алексей Иванович Демянский; 15 (27) мая 1866, Боровичский уезд, Новгородская губерния — ок. 1926, деревня Передки, Боровичский уезд, Новгородская губерния) — епископ Русской православной церкви, епископ Тихвинский, викарий Новгородской епархии.

## Биография
Родился 15 мая 1866 года в Боровичском уезде Новгородской губернии, в семье священника церкви села Шедомицы.
Окончил Новгородскую духовную семинарию (1888) и 30 октября того же года определён псаломщиком к Введенской церкви Старой Руссы. В течение 3-х лет служения псаломщиком и законоучителем, зарекомендовал себя с хорошей стороны как перед начальством, так и перед жителями города.
В 1892 году женился, 10 февраля 1892 года рукоположен во священника к той же церкви. Спустя 7 месяцев после иерейской хиротонии о. Алексия скоропостижно умерла его молодая супруга.
Среди местного духовенства он пользовался любовью и вниманием, и по выборам, с 7 декабря 1897 года был помощником благочинного.
Его труды были отмечены церковными наградами. 1 августа 1912 года он «имел честь быть представлен в Санкт-Петербурге на Марсовом Поле Его Императорскому Величеству Государю Императору Николаю Александровичу»
С 1913 года был настоятелем Воскресенского собора в Старой Руссе в сане протоиерея.
11 июля 1913 года пострижен в монашество в Юрьевом монастыре. Принял постриг по рекомендации и благословению посетившего Новгород патриарха Антиохийского Григория IV. 8 августа того же года назначен настоятелем Тихвинского Большого монастыря Новгородской епархии и 16 августа возведён в сан архимандрита.
Летом 1921 года отец Антоний вошёл в президиум Тихвинского уездного комитета по оказанию помощи голодающим Новгородской губернии, был избран казначеем комитета. К 15 августа 1921 года Тихвинский Большой монастырь собрал и пожертвовал в помощь голодающим 1 миллион рублей, а в октябре 1921 года на счёт Упомгола от отца Антония поступил церковный сбор в размере более 400 тысяч рублей. Весной 1922 году, во время кампании по изъятию церковных ценностей, он обратился с воззванием к верующим, принял меры для предотвращения столкновений. После возникновения обновленчества архимандрит Антоний отказался признать его, удержав от уклонения в раскол почти весь клир Тихвинского уезда.
Его труды высоко оценил управляющий Новгородской епархией Епископ Крестецкий Серафим (Велицкий), по его представлению архимандрит Антоний был определён быть епископом: «будучи настоятелем Тихвинского монастыря, — когда настоятель Тихвинского собора и
благочинный заявили о переходе Тихвинского уезда в Череповецкий (то есть к обновленцам), о. Антоний публично заявил несогласие и продолжал молиться за Новгородскую церковную власть, чем сохранил православие в Тихвинском уезде».
11 ноября 1923 года патриархом Московским и всея России Тихоном был хиротонисан во епископа Тихвинского, викария Новгородской епархии.
В сентябре 1924 года был арестован. 19 июня 1925 года приговорён к 3 годам концлагерей с заменой на ссылку на тот же срок в связи с состоянием здоровья. Отбывать ссылку он был отправлен в село Передки Боровичского уезда Новгородской губернии. В церкви этого села служил родной брат владыки Антония, священник Павел Демянский (расстрелян в январе 1938 г.), у которого к осени 1925 года и поселился опальный больной архиерей. Здесь в ссылке он и скончался, предположительно в 1926 году. Точное время и обстоятельства кончины владыки неизвестны.